# Pluvianthus squarrosus
Pluvianthus squarrosus är en bladmossart som först beskrevs av Franz Stephani, och fick sitt nu gällande namn av R.M.Schust. et Schäf.-verw.. Pluvianthus squarrosus ingår i släktet Pluvianthus och familjen Lejeuneaceae. Inga underarter finns listade i Catalogue of Life.